# Apaches
Apaches är en musikgrupp från Göteborg som bildades 1961 av Jan-Åke Ahlqvist som spelade gitarr och sjöng. Övriga ursprungliga medlemmar var Lennart Hansson (gitarr), Stefan Ekwing (trummor) och Hasse Hagström (bas).
Jan-Åke Ahlqvist var med i ett band som hette Rebels, som 16-åring, år 1958. När han grundade bandet Apaches tog han namnet från instrumentalbandet The Shadows låt Apache som var en hit 1960.
År 1964 ersattes Ekwing av Thomas Johansson, och 1965 tillkom engelsmannen John "Hutch" Hutchinson, som tidigare hade spelat ihop med David Bowie i gruppen Buzz. Han återvände till England 1966, och ersattes av Hans-Erik Dillner, samtidigt som Thomas Johansson ersattes av Roy Bladh på trummor. År 1967 hade gruppen bytt namn till Trade marks, och en kort tid spelade Freddie Skantze trummor.
Bandet blev starkt förknippat med poklubben Cue Club i Göteborg, dels efter spelningar när klubben var aktiv men också med senare jubileumsfiranden av den på Rondo.

## Diskografi
- 1965 - Come back baby/Walk on by